# Мурай Володимир Григорович
Володи́мир Григо́рович Мурай (* 1983) — підполковник Збройних сил України, учасник російсько-української війни.

## Життєпис
Командир артилерійської батареї 79-ї Миколаївської окремої аеромобільної бригади. Знаходилися на висоті «Граніт», знищуючи колони бойовиків, що проходили через кордон з Росією, доводилося працювати на 360 градусів.
За час боїв батареєю знищено 12 колон бронетехніки із Російської федерації. Капітан Мурай був тричі контужений, втратив слух на одне вухо, проте продовжував керувати батареєю. Під час чергового обстрілу капітана своїм тілом прикрив майор Сергій Кривоносов.
В мирний час проживає у місті Миколаїв.

## Нагороди
21 серпня 2014 року за особисту мужність і героїзм, виявлені у захисті державного суверенітету та територіальної цілісності України, вірність військовій присязі, високопрофесійне виконання службового обов'язку нагороджений орденом Богдана Хмельницького ІІІ ступеня.
23 квітня 2015 року за особисту мужність і високий професіоналізм, виявлені у захисті державного суверенітету та територіальної цілісності України, вірність військовій присязі нагороджений орденом Богдана Хмельницького ІІ ступеня.